# 호세 루이스 아바호
호세 루이스 아바호 고메스(스페인어: José Luis Abajo Gómez, 1978년 6월 22일~)는 스페인의 은퇴한 펜싱 선수로 주 종목은 에페이다. 1990년대부터 스페인 국가대표 선수로 활동했으며, 자신의 처음이자 마지막 올림픽인 2008년 하계 올림픽에서 개인전 동메달을 획득했다. 